# 有梗鞭打绣球
有梗鞭打绣球（学名：Hemiphragma heterophyllum var. pedicellatum）为玄参科鞭打绣球属下的一个变种。